# Erik Spiekermann
Erik Spiekermann (Hanôver, 30 de maio de 1947) é um tipógrafo e designer gráfico alemão. Arquiteto da informação, typedesigner e autor de vários livros e artigos sobre tipografia, Erik Spiekermann é internacionalmente reconhecido por seu trabalho.

## Biografia
Nascido em 1947, na cidade Stadthagen, Alemanha, desde pequeno já levava jeito para artes tipográficas.
Durante a faculdade de História da Arte, em Berlin, ele pagava seus estudos trabalhando como typesetter. Depois de formado passou vários anos em Londres, trabalhou como designer gráfico freelancer para o estúdio de Wlf Olins e para Herion Design Associates e lecionou na London College of Printing.
Em 1979 volta para Berlim e junto com Florian Fisher e Dieter Heil funda a MetaDesign, que tinha clientes como o Bank Für Gemeinwirtschaft, Berthold, Linotype e Sean Graphic. Em 1989 funda com Joan Spiekermann e Neville Brody a FontShop, em Berlin, e começa a produzir e distribuir PostScript fontes contemporâneas para vários designers e estúdios tanto de sua marca própria, a FontFont, como de outras empresas.
Em 1992 abriu a MetaDesign West, em São Francisco, e em 1997 a MetaDesign Londres.
Spiekermann deixou a direção da MetaDesign em 2000 e começou um novo projeto, a United Designers Network, como a colaboração de vários designers que já trabalharam com ele em outros projetos.
Spiekermann é membro do conselho da ATypI e membro do conselho Alemão de Design, presidente da ISTD (International Society of Typografic Designers) e também professor honorário da Academy of Arts em Bremen.
Ele redesenhou a revista The Economist em 2001, uma família de fonte corporativa para Nokia em 2002 e uma para a Bosch em 2005, Ainda em 2005, a UDN criou a comunicação visual da Deutsche Bahn (linha de trens alemã) incluindo uma nova família de fontes. Em 2010 participou do processo de reformulação do projeto gráfico do jornal brasileiro Folha de S.Paulo redesenhando uma das famílias tipográficas.
Spiekermann se considera mais um solucionador de problemas do que um artista. Seu processo de construção de fontes é simples e eficaz.

## Trabalhos
A Spiekermann projetou muitas fontes de tipos de letra comerciais e fontes como parte de programas de design corporativo.
- Berliner Grotesk
- Lo-Type
- ITC Officina Sans (1990)
- ITC Officina Serif (1990)
- FF Meta (1991–1998)
- FF Govan (2001)
- FF Info (2000)
- Nokia Sans (2002-2011, para Nokia e o padrão UI para os smartfones Symbian S60)[3]
- FF Unit (2003)
- FF Meta Serif (com Christian Schwartz e Kris Sowersby, 2007)
- FF Unit Slab (com Christian Schwartz e Kris Sowersby, 2009)
- Fira Sans (designe em colaboração com Ralph Carrois)[4] for Firefox OS, released in 2013 under the SIL Open Font License)